# Kajal Aggarwal
Kajal  Aggarwal (en hindi: काजल अग्रवाल; nació el 19 de junio de 1985) es una actriz de cine y cantante india, que actúa predominantemente en las películas en lenguas telugu y tamil.
Kajal. hizo su debut cinematográfico en la película de Hindi film, Kyun...! Ho Gaya Na en 2004 y entró en el cine en telugú en la película Lakshmi Kalyanam (2007). Tuvo su primer éxito comercial con Chandamama (2007) y saltó a la fama después de su actuación en Magadheera (2009), que sigue siendo su mayor éxito comercial, y fue a buscar una nominación para el premio Filmfare a la mejor actriz de Telugu. A raíz de otros triunfos consecutivos con Darling (2010), Brindaavanam (2010), Mr. Perfect (2011) y Business Man (2012), se estableció como una de las actrices más importantes del cine Telugu.

## Carrera

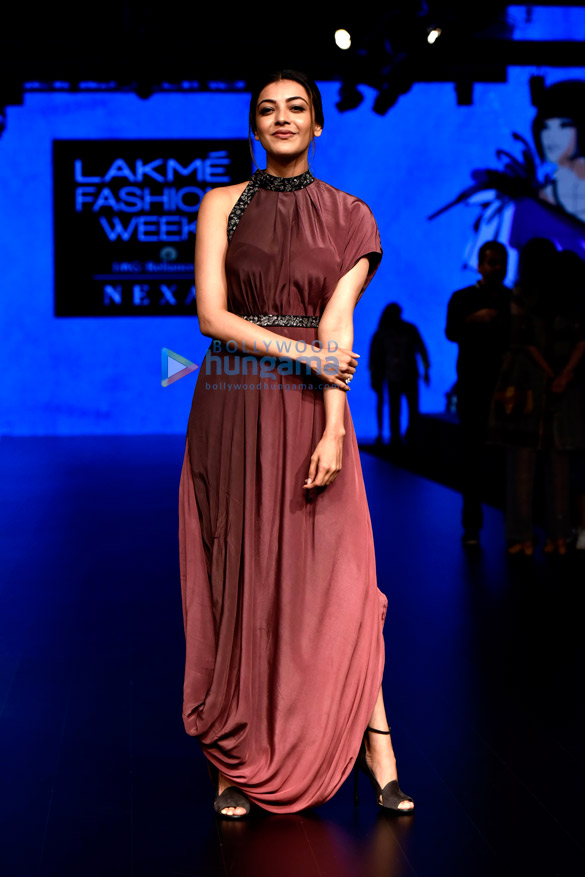
Kajal Aggarwal en Fashion Week 2018.

Kajal hizo su debut actoral en la película de 2004 de Hindi film, Kyun...! Ho Gaya Na, en el que se promulgó el papel secundario como la amiga de Diya, personaje principal de la película, interpretada por Aishwarya Rai, tras lo cual fue contratada para la película "Bommalattam" del director veterano de Tamil, Bharathiraja, la película se retrasó y fue estrenada a finales de 2008.